# Mari Takagi
Pour les articles homonymes, voir Takagi (homonymie).
Mari Takagi (高木 真理, Takagi Mari), née le 12 août 1967, est une femme politique japonaise, représentant la préfecture de Saitama pour le Parti démocrate constitutionnel à la Chambre des conseillers du Japon à partir de 2022.

## Jeunesse, études et carrière pré-électorale
Takagi naît le 12 août 1967 à Nikkō, dans la préfecture de Tochigi. Elle effectue ses études supérieures en droit à l'université de Tokyo, dont elle ressort diplômée en 1991. Elle rejoint par la suite la banque de Tokyo, avant de devenir la secrétaire de Yukio Edano, alors député de la cinquième circonscription de la préfecture de Saitama.

## Carrière électorale
Initiée au monde de la politique par ce dernier, elle rejoint le Parti démocrate du Japon, puis siège respectivement au conseil municipal de la ville de Saitama, puis à l'assemblée préfectorale de Saitama.
Elle se lance en politique nationale lors des élections à la Chambre des conseillers du Japon de 2022, où elle se présente sous les couleurs du Parti démocrate constitutionnel dans la circonscription électorale de Saitama. Elle se fait élire à la suite de cette élection, et fait ainsi son entrée à la Diète du Japon.
Takagi continue d'apporter son soutien à Yukio Edano, notamment lors des élections visant à élire le président du PDC en prévision des élections législatives japonaises de 2024.

## Prises de positions
Plus généralement, Takagi se déclare opposée à une révision de la Constitution antimilitariste japonaise, révision soutenue par le Parti libéral-démocrate.
Fortement opposée à la reprise des activités des centrales nucléaires japonaises, elle lutte contre l'utilisation de l'énergie nucléaire, qu'elle soit militaire ou civile. Elle se déclare également fortement favorable au développement des énergies renouvelables au Japon, pas assez utilisées selon elle.
Sur le plan sociétal, Takagi se déclare favorable à la légalisation du mariage des personnes de même sexe, à l'introduction d'un système de quotas favorisant l'accession des femmes à des postes plus important, ainsi qu'à la mise en place d'une législation permettant aux conjoints de conserver leurs noms après le mariage.

## Vie privée
Mari Takagi est mariée à Rentarō Takagi (ja), ancien représentant du Japon.